# Ouarzigha
Ouarzigha (Maroc) est un ensemble de douar agricoles situé à la périphérie de la ville impériale de Meknès.
Ouarzigha est réputée pour son huile d'olive issue de ses oliveraies. Une carrière exploitée par la société Lafarge est située à proximité.
Ouarzigha disposait d'une gare où les trains faisaient une halte pour laisser passer le train venant en sens inverse, lorsque le chemin de fer ne disposait que d'une seule voie ferrée.
A Ouarzigha, on peut aussi boire de l'eau de la source Ain El Kebir, très réputée dans la région.
Ouarzigha est constituée de divers hameaux qui s'étendent de la route nationale en direction de Sidi Kacem   et jusqu'au quartier Wislane  en direction de la route de Fès.
Les terres agricoles y sont peu à peu grignotées au profit de lotissements immobiliers, favorisant ainsi l'étalement urbain de Meknès.